# Chuck Jefferson
Chuck Jefferson (23 de marzo de 1976) es un deportista estadounidense que compitió en judo. Ganó dos medallas de oro en el Campeonato Panamericano de Judo, en los años 2002 y 2003.

## Palmarés internacional
| Campeonato Panamericano | Campeonato Panamericano         | Campeonato Panamericano | Campeonato Panamericano |
| Año                     | Lugar                           | Medalla                 | Categoría               |
| ----------------------- | ------------------------------- | ----------------------- | ----------------------- |
| 2002                    | Santo Domingo (Rep. Dominicana) | Medalla de oro          | –73 kg                  |
| 2003                    | Salvador (Brasil)               | Medalla de oro          | –73 kg                  |